# Свидно (озеро)
Сви́дно (Совидно; бел. Сві́дна) — озеро в Поставском районе Витебской области Беларуси. Относится к бассейну реки Голбица (в верховьях именуется Зарежанка).

## Описание
Озеро Свидно располагается в 25 км к востоку от города Поставы. К западному берегу выходит агрогородок Дуниловичи. Высота водного зеркала над уровнем моря составляет 146,9 м.
Площадь поверхности водоёма составляет 0,97 км², длина — 1,45 км, наибольшая ширина — 0,98 км. Длина береговой линии — 4,05 км. Наибольшая глубина — 11,6 м, средняя — 6 м. Объём воды в озере — 5,89 млн м³. Площадь водосбора — 8,43 км².
Котловина эворзионного типа, кругловатой формы, несколько вытянутая с юго-запада на северо-восток. Склоны пологие, суглинистые, распаханные. Их высота составляет 4—6 м. Береговая линия относительно ровная. Берега преимущественно низкие, песчаные и песчано-глинистые, поросшие кустарником. На юго-западе берега сплавинные, на востоке и западе абразийные, высотой 0,5—0,8 м. Пойма шириной от 10 до 200 м, заболоченная, заросшая кустарником.
Подводная часть котловины имеет воронкообразную форму. 14 % площади озера характеризуется глубиной до 2 м. Мелководье узкое, на северо-востоке и востоке более обширное. Дно до глубины 3—5 м песчаное, глубже — покрытое глинистым илом. Наибольшие глубины отмечены в западной части водоёма, напротив истока ручья.
Минерализация воды составляет 300 мг/л, прозрачность — 3,5 м. Озеро эвтрофное, слабопроточное. Ручей, начинающийся на юго-западе, протекает через озеро Бледное и впадает в реку Зарежанка (такое название носят верховья реки Голбица). На северо-востоке впадают два ручья.
Около 20 % площади водоёма зарастает. Ширина полосы растительности составляет 50—75 м, глубина распространения — до 3—3,5 м. В воде обитают лещ, щука, плотва, карась, линь, язь, окунь и другие виды рыб, а также раки.